# Sân bay quốc tế Ferenc Liszt Budapest

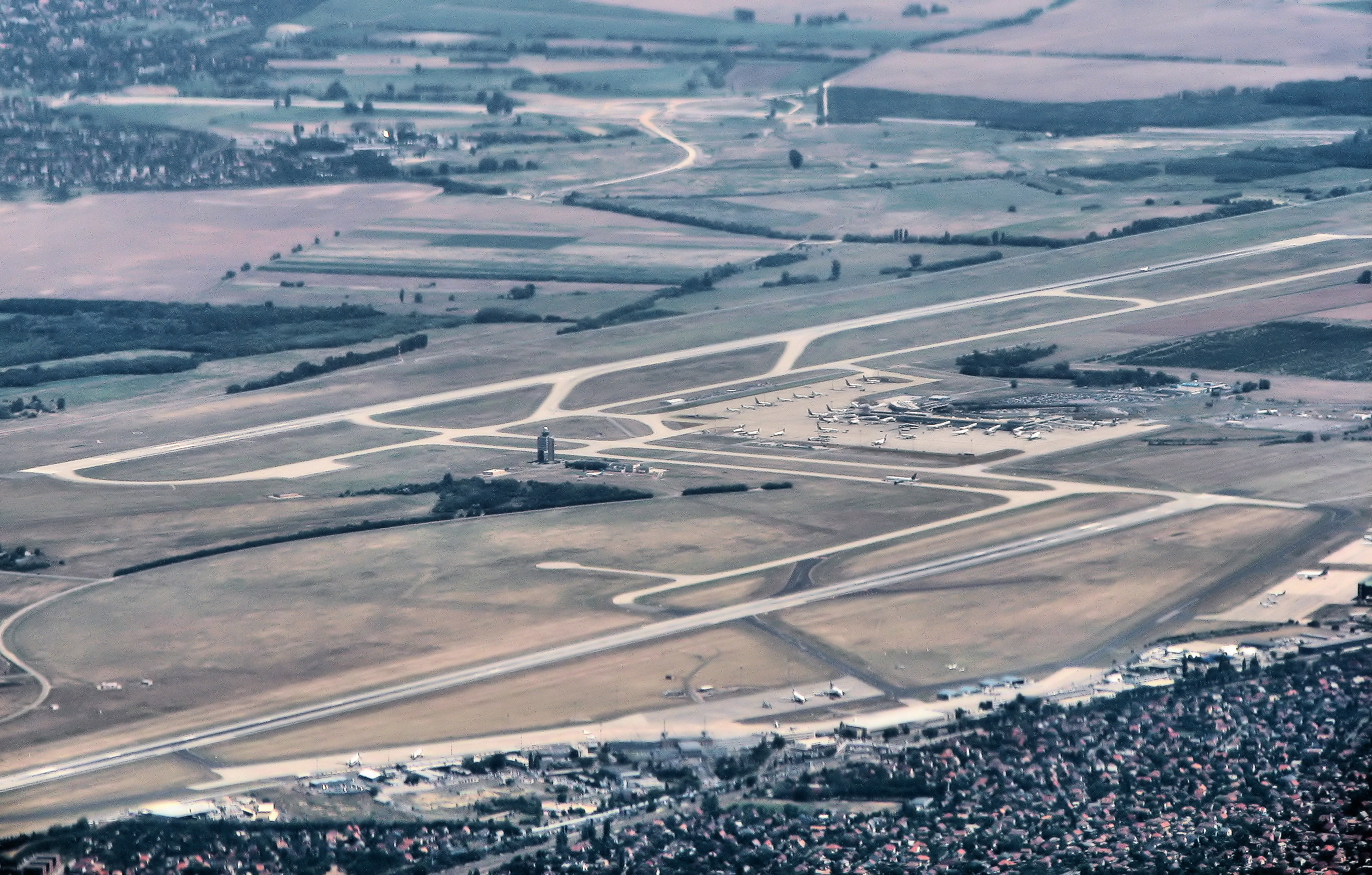
Sân bay nhìn từ trên cao

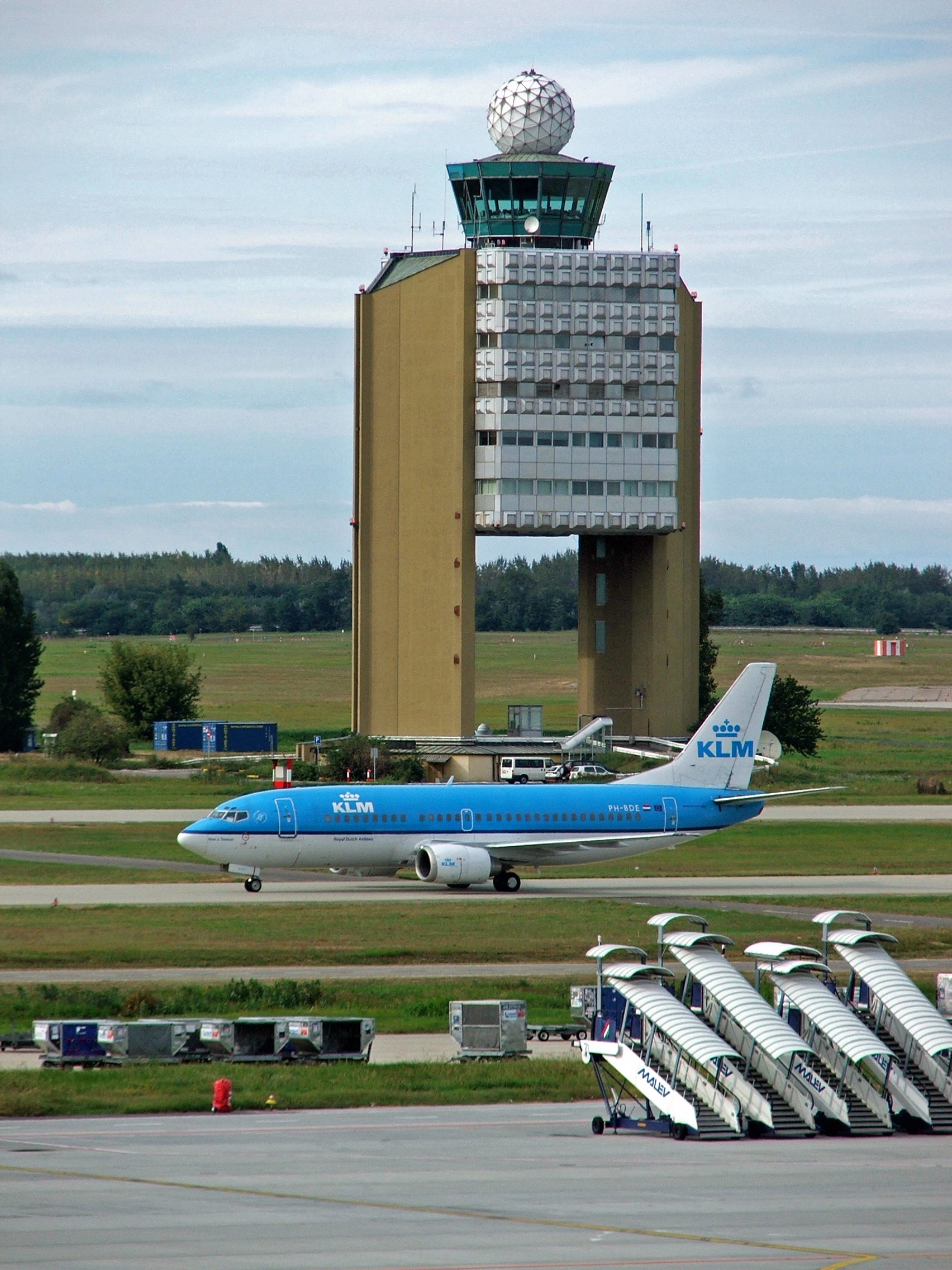
Đài không lưu

Sân bay quốc tế Budapest Ferihegy (tiếng Hungary: Ferihegyi Nemzetközi Repülőtér hay đơn giản là Ferihegy) (IATA: BUD, ICAO: LHBP) là sân bay quốc tế phục vụ thủ đô của Hungary Budapest, là sân bay lớn nhất trong 5 sân bay quốc tế của quốc gia này. Sân bay này đang có các tuyến bay kết nối với các tuyến bay ở châu Âu, châu Phi, châu Á, Bắc Mỹ. Trong năm 2007, sân bay này phục vụ 8,6 triệu lượt khách.
Sân bay này có cự ly 16 ki-lô-mét (10 dặm) về phía đoong nam của trung tâm thủ đô Budapest.
Ferihegy có thể phục vụ các loại máy bay như Boeing 747, Antonov An-124 và Antonov An-225.
Ngày 8 tháng 12 năm 2005, 75% cổ phần của sân bay Ferihegy đã được BAA plc mua với giá 464,5 triệu HUF (khoảng 2,1 tỷ USD), bao gồm cả quyền được vận hành trong 75 năm.
Ngày 6 tháng 6 năm 2007, BAA và một liên danh do HOCHTIEF AirPort (HTA) dẫn đầu đã hoàn thành việc bán cổ phần của BAA trong Budapest Airport (BA) cho HOCHTIEF AirPort Consortium.

## Hãng hàng không và tuyến bay

### Terminal 1

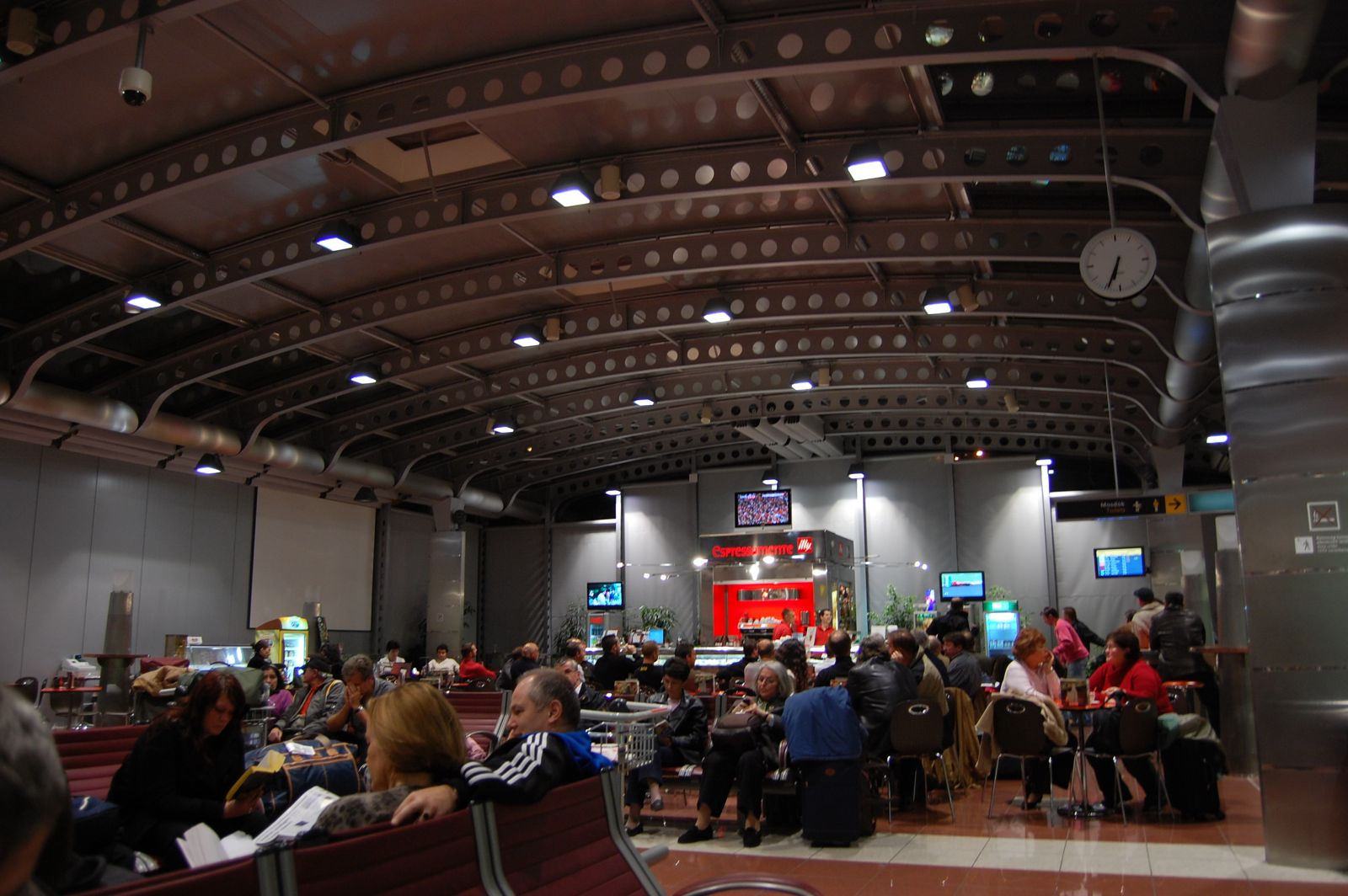
Sảnh đi ở Terminal 1

| Hãng hàng không       | Các điểm đến |
| --------------------- | --- |
| EasyJet               | Berlin-Schönefeld, Dortmund, Geneva, London-Gatwick, London-Luton, Paris-Orly |
| Germanwings           | Cologne/Bonn, Stuttgart |
| Jet2.com              | Manchester |
| Norwegian Air Shuttle | Copenhagen, Oslo-Gardermoen, Oslo-Rygge, Stockholm-Arlanda |
| Ryanair               | Bristol, Dublin, East Midlands, Glasgow-Prestwick |
| Wizz Air              | Barcelona, Brussels-Charleroi, Burgas, Corfu, Eindhoven, Gothenburg-City, Heraklion, London-Luton, Madrid, Malmö-Sturup, Milan-Bergamo, Naples, Paris-Beauvais, Palma de Mallorca, Rhodes, Rome-Fiumicino, Stockholm-Skavsta, Târgu Mureş, Venice-Treviso |

### Terminal 2A
| Hãng hàng không                                                    | Các điểm đến                      |
| ------------------------------------------------------------------ | --------------------------------- |
| Air France                                                         | Paris-Charles de Gaulle           |
| Air Malta                                                          | Malta                             |
| Alitalia                                                           | Rome-Fiumicino                    |
| Austrian Airlines                                                  | Vienna                            |
| Brussels Airlines                                                  | Brussels                          |
| Czech Airlines                                                     | Prague                            |
| Finnair                                                            | Helsinki                          |
| LOT Polish Airlines                                                | Warsaw                            |
| Lufthansa                                                          | Frankfurt, Milan-Malpensa, Munich |
| Lufthansa Regional cung ứng bởi Eurowings                          | Düsseldorf                        |
| Lufthansa Regional cung ứng bởi Augsburg Airways                   | Munich                            |
| Lufthansa Regional cung ứng bởi Lufthansa CityLine                 | Munich                            |
| SAS Scandinavian Airlines                                          | Stockholm-Arlanda                 |
| Smart Wings                                                        | Madrid, Prague                    |
| Swiss International Air Lines cung ứng bởi Helvetic Airways        | Zürich                            |
| Swiss International Airlines cung ứng bởi Swiss European Air Lines | Basel/Mulhouse, Geneva            |
| TAP Portugal                                                       | Lisbon                            |

### Terminal 2B

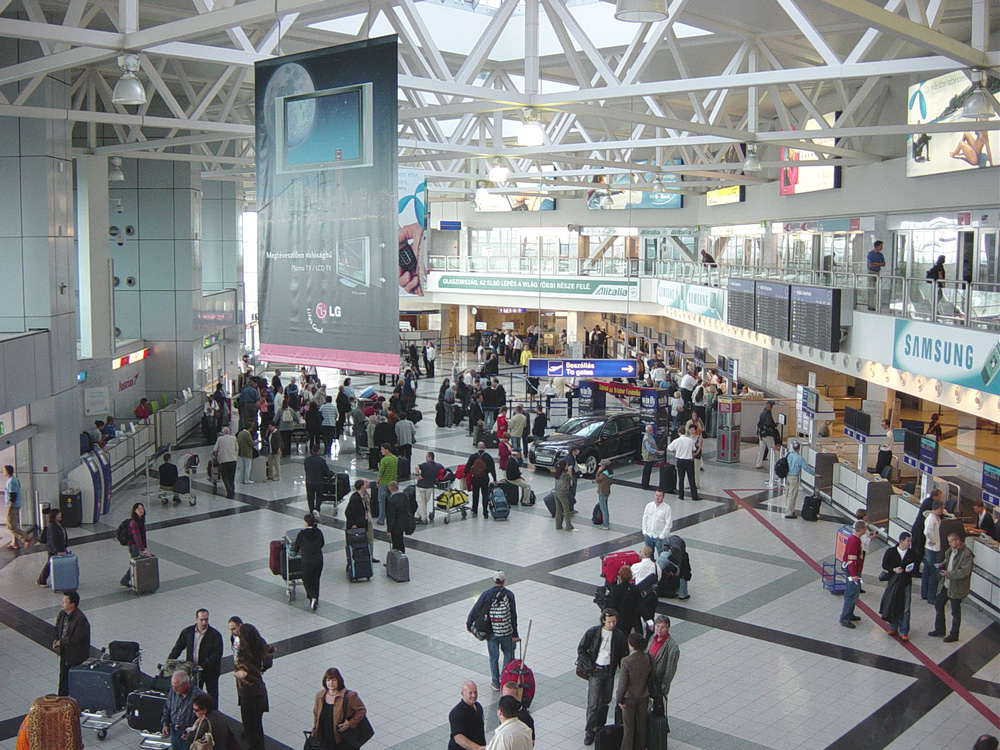
Departure Hall of Terminal 2B

Although connected to Terminal 2A, it is referred to as a separate terminal (opened in December 1998). It serves all non-Schengen destinations.
| Hãng hàng không                        | Các điểm đến             |
| -------------------------------------- | ------------------------ |
| Aer Lingus                             | Dublin                   |
| Aeroflot                               | Moscow-Sheremetyevo      |
| British Airways                        | London-Heathrow          |
| Delta Air Lines                        | New York-JFK             |
| EgyptAir cung ứng bởi EgyptAir Express | Cairo                    |
| El Al                                  | Tel Aviv                 |
| Hainan Airlines                        | Beijing-Capital          |
| Smart Wings                            | Dubai                    |
| Sky Georgia                            | Tbilisi [bắt đầu từ12/6] |
| Turkish Airlines                       | Istanbul-Atatürk         |

### Nhà ga hàng không tổng hợp
Máy bay tư nhân

### Các hãng vận tải hàng hóa
- ABC-Air Hungary
- Air Bridge Cargo
- Cargolux
- European Air Transport (DHL)
- Farnair Hungary
- FedEx Express
- TNT Airways
- UPS Airlines
- World Airways Cargo